# 야마카시
야마카시(Yamakasi)는 프랑스 리스 출신의 파쿠르 훈련 개발자들의 오리지널 그룹이다. 데이비드 벨이 1997년에 결성하였다.
9명의 설립 멤버는 데이비드 벨(David Belle), 세바스티앙 푸캉(Sébastien Foucan), 차우 벨 딘(Chou belle Dinh), 윌리엄스 벨, 얀 노트라(Yann Hnautra), 로랭 피에몬테시, 갈레인 엔'구바 보옉, 말릭 디우프, 찰스 페리에르이다.

## 용어
"야마카시"라는 용어는 콩고 민주 공화국과 콩고 공화국에서 사용되는 링갈라어에서 비롯된 것이다. 야마카시는 강한 육체, 정신, 사람을 의미할 수 있다. 복수형 보카시(bokási)는 링갈라어에서 프랑스어로 번역된 것이다.